# Hans Schäfer
Johann Schäfer, mais conhecido como Hans Schäfer[carece de fontes?] (Colônia, 19 de outubro de 1927 - Colônia, 7 de novembro de 2017) foi um futebolista alemão. Foi o ponta-esquerda titular da seleção alemã-ocidental campeã da Copa do Mundo FIFA de 1954, edição na qual marcou quatro vezes em cinco partidas, além de fornecer a assistência para o gol do título, de Helmut Rahn. Schäfer esteve também nas Copas do Mundo FIFA de 1958 e 1962, em ambas como capitão do seu país.
Famoso pela velocidade e fôlego como jogador, além de dribles que permitiam abrir clarões nas defesas adversárias e chutes potentes, ele foi o penúltimo dos titulares campeões de 1954 a falecer. Era entre eles o único representante do Colônia, de sua cidade natal e único clube que defendeu, entre 1948 e 1965.[carece de fontes?] Foi o capitão dos dois primeiros títulos da equipe na elite alemã, incluindo na primeira edição da Bundesliga, em 1964.
Desde que Schäfer parou de jogar, o time só obteve mais um título no campeonato, na década de 1970, vindo a tornar-se mero figurante a partir de meados década de 1990, sofrendo o primeiro de uma série de rebaixamentos. Schäfer foi o primeiro a ultrapassar quinhentos jogos pelos "bodes" e ainda se mantém como o maior artilheiro da equipe, acumulando 306 gols entre todas as competições.

## Colônia
Após ter sobrevivido nos combates da Segunda Guerra Mundial, onde fora convocado pela Luftwaffe, Schäfer, que inicialmente seguia a profissão de barbeiro já praticada por seu pai, fez sua estreia no time adulto do Colônia na temporada 1948-49 do campeonato alemão-ocidental. O clube havia acabado de ser fundado, após fusão em fevereiro de 1948 entre duas outras equipes locais.  Naquela temporada, disputou segunda divisão regional. Na temporada seguinte, a equipe apareceu na elite da chamada Oberliga, também regionalizada,[carece de fontes?] no Grupo Oeste, um dos mais fortes do torneio. Schäfer, na primeira temporada na elite, a de 1949-50, marcou 17 vezes em 28 jogos. O clube ficou em quinto na chave, ainda que a dois pontos do segundo. Somente o líder, o Borussia Dortmund, avançava para a fase nacional.[carece de fontes?]
Na temporada 1950-51, foram 11 gols em 27 partidas de Schäfer pelo Grupo Oeste, no qual o Colônia terminou a quatro pontos do líder Schalke 04. Na de 1951-52, o ponta-esquerda marcou nas mesmas 27 partidas 15 gols, com o clube terminando em quinto na chave. Poucos meses depois, o jogador estreou pela selação alemã-ocidental, em novembro de 1952. Em paralelo, Schäfer conseguiu na temporada 1952-53 26 gols em 28 jogos.[carece de fontes?]
O time terminou em segundo no Grupo Oeste, a três pontos do Borussia Dortmund,< mas pôde assim classificar-se à fase nacional. Nela, Schäfer marcou somente duas vezes em seis partidas; o Colônia ficou em terceiro no quadrangular-semifinal liderado pelo Kaiserslautern, que viria a ser o campeão,[carece de fontes?] assim como o clube-base da seleção campeã da Copa do Mundo FIFA de 1954, onde forneceu cinco titulares - incluindo Fritz Walter.
O desempenho individual de Schäfer na fase regional foi rigorosamente mantido na temporada 1953-54, na qual ele repetiu os 26 gols em 28 jogos pelo Grupo Oeste. O Colônia, pela primeira vez, terminou líder da chave, um ponto acima do Rot-Weiss Essen,[carece de fontes?] clube do principal herói da final da Copa do Mundo FIFA de 1954 - Helmut Rahn, autor de dois gols na decisão. O Colônia também superou por dois pontos o Schalke 04. Na fase nacional, o time ficou em segundo no triangular-semifinal, perdendo por 4-3 o confronto decisivo com aquele Kaiserslautern. Também chegou à final da Copa da Alemanha Ocidental, perdendo-a por 1-0 na prorrogação para o Stuttgart.[carece de fontes?] Schäfer, ao fim da temporada, terminou convocado à Copa do Mundo FIFA de 1954.
Na temporada 1954-55, foram dez gols em dezenove jogos de Morlock no Grupo Oeste, com o Colônia decaindo para sétimo de uma chave de dezesseis times. Na temporada subsequente, foram 14 gols em 29 partidas pelo grupo, com seu clube terminando novamente em sétimo. Na de 1956-57, a média se elevou para dezessete gols em 22 partidas na chave. O time terminou em terceiro, a dois pontos do líder Borussia Dortmund, que adiante seria o campeão nacional.[carece de fontes?]
Na temporada 1957-58, Schäfer marcou quinze vezes em 29 jogos do Grupo Oeste. Sua equipe ficou em segundo, a um ponto do líder Schalke 04, mas pôde jogar a fase nacional. Nela, ele marcou três vezes em cinco partidas. O Colônia superou o forte Kaiserslautern após dois confrontos preliminares, o primeiro empatado em 3-3 e o segundo vencido pelos "bodes" por 3-0. Mas não venceu nenhuma partida no quadrangular-semifinal e o campeão terminou sendo o próprio Schalke.[carece de fontes?] Em paralelo, o jogador foi convocado à Copa do Mundo FIFA de 1958, sendo capitão mesmo na presença de Fritz Walter no elenco.
Schäfer converteu treze gols em 27 partidas do Grupo Oeste na temporada 1958-59. O Colônia ficou novamente em segundo após levar a melhor nos critérios de desempate com o rival Fortuna Düsseldorf, conseguindo avançar à fase nacional. Nela, o jogador já não marcou gols nas cinco partidas e a equipe terminou em segundo no quadrangular-semifinal liderado pelo Eintracht Frankfurt, que adiante seria o campeão, bem como vice para o Real Madrid na Liga dos Campeões da UEFA de 1959-60.[carece de fontes?]
Na temporada 1959-60, o desempenho de Schäfer na fase grupal foi de dezesseis gols em vinte jogos. O Colônia voltou a terminar na liderança da sua chave, pela segunda vez. Na fase nacional, ele, em quatro jogos, já não marcou gols. Mas o time enfim superou o quadrangular-semifinal, levando a melhor nos critérios de desempate contra o Werder Bremen. Mas terminou derrotado por 3-2 pelo Hamburgo na decisão.[carece de fontes?]
Na temporada seguinte, Schäfer marcou dezenove vezes em 23 partidas na chave. Pela segunda vez seguida, o Colônia liderou o Grupo Oeste. Mas terminou em terceiro no quadrangular-semifinal vencido pelo Nuremberg, na época o clube mais vezes campeão alemão. Era a equipe de Max Morlock, vice-artilheiro da Copa de 1954 e autor de um dos gols da final daquele mundial. Adiante, ela foi campeã.[carece de fontes?]
O Colônia conseguiu na temporada 1961-62, pela terceira vez seguida, liderar o Grupo Oeste, um ponto acima do Schalke. Schäfer marcou treze vezes em 23 jogos e na fase final marcou outros dois em quatro. Os "bodes" voltaram a superar o quadrangular-semifinal, um ponto acima do Eintracht Frankfurt, e enfim foram campeões - na decisão, derrotaram por 4-0 aquele Nuremberg.[carece de fontes?] Diante de quase 83 mil torcedores no estádio Olímpico de Berlim, Schäfer abriu o marcador. Foi o primeiro título alemão do Colônia na primeira divisão. Assim, após três anos ausente da seleção,[carece de fontes?] Schäfer foi novamente convocado a uma Copa, dessa vez a de 1962, sendo outra vez o capitão da seleção, já como único remanescente dos titulares campeões de 1954.
Na temporada 1962-63, foram onze gols de Schäfer em 27 partidas pelo Grupo Oeste, novamente liderado pelo Colônia, dois pontos acima do Borussia Dortmund.[carece de fontes?] O clube voltou a superar o Nuremberg, agora no quadrangular-semifinal. Schäfer marcou três vezes em sete partidas na fase nacional, mas o Colônia adiante perdeu a decisão para o próprio Dortmund, classificado como vice do grupo regional. Foi o último campeonato a usar fases regionais, com a temporada 1963-64 inaugurando o formato de Bundesliga.[carece de fontes?] Apesar do vice-campeonato, Schäfer foi eleito o melhor jogador alemão-ocidental da temporada, na quarta vez em que a premiação ocorreu. O Colônia, por sua vez, credenciou-se a disputar a edição inaugural da Bundesliga após ter liderado a classificação ponderada dos últimos dez anos do Grupo Oeste, à frente de Borussia e Schalke.
Schäfer prolongou a carreira por mais duas temporadas. Na de 1963-64, a de estreia da Bundes, marcou doze vezes em 22 partidas. O clube foi campeão da edição inaugural do formato, seis pontos acima do vice. O ponta-esquerda foi o terceiro na artilharia do elenco campeão, que já contava com Wolfgang Overath e Toni Schumacher (ainda reserva).[carece de fontes?] Em 2014, no aniversário de cinquenta anos da conquista, a torcida do Colônia usou a imagem de Schäfer em mosaico para relembrar o título.
Na temporada 1964-65, o veterano jogou dezessete vezes e marcou oito. O Colônia esteve novamente no pódio, como vice, três pontos abaixo do Werder Bremen. Em paralelo, o time foi eliminado nas quartas-de-final da Liga dos Campeões da UEFA de 1964-65 apenas pelo critério do sorteio, após três empates em 0-0 contra o Liverpool (em casa, fora e na neutra Roterdã).[carece de fontes?]
Desde que Schäfer deixou de jogar, o Colônia inicialmente manteve-se com regularidade nas primeiras colocações nas décadas de 1960 e de 1970, mas sem chegar a disputar acirradamente os títulos, até ser novamente campeão na temporada de 1977-78, no último título alemão dos "Bodes". O clube ainda teve proeminência, inclusive internacional, na década de 1980, até tornar-se uma equipe acostumada ao vaivém com a segunda divisão a partir do fim da década de 1990. Após a morte do ídolo Schäfer, em 2017, a torcida homenageou-o com bandeiras na primeira partida seguinte ao falecimento, contra o Hertha Berlim, além de iniciar uma mobilização para que o RheinEnergieStadion seja batizado com o nome do jogador.

## Seleção
Schäfer estreou pela seleção alemã-ocidental em 9 de novembro de 1952, em vitória por 5-1 sobre a Suíça em Augsburgo, marcando dois gols, tornou-se presença constante no Nationalelf nos anos seguintes. Esteve em três das quatro partidas que o país fez pelas eliminatórias da Copa do Mundo FIFA de 1954.[carece de fontes?] Os alemães não haviam participado das eliminatórias para o mundial de 1950, tal como outras nações, em função da situação imediata ao pós-Segunda Guerra Mundial.
Assim, o desempenho alemão nas eliminatórias seguintes, mesmo em um grupo-triangular com Noruega e o então independente Sarre (reanexado ao território alemão no final da década de 1950) não deixou de ser uma surpresa, ainda que explicada pelo fato do Campeonato Alemão de Futebol só ter sido na guerra interrompido em 1945 - preservando assim muitos jogadores que teriam idade para lutar. A Alemanha começou empatando em 1-1 com os noruegueses em Oslo e depois venceu todas as partidas seguintes, sempre com pelo menos três gols: 3-0 em Stuttgart no Sarre, 5-1 na Noruega em Hamburgo e, já em 28 de março de 1954, 3-1 no Sarre em Saarbrücken. O técnico oponente era Helmut Schön, posteriormente treinador da própria Alemanha Ocidental. Schäfer marcou um gol, no 3-1 sobre o Sarre.[carece de fontes?]

### Copa de 1954
Apesar da surpresa pelo desempenho da Alemanha Ocidental nas eliminatórias, a desconfiança persistia, mesmo derrotando a anfitriã Suíça na Basileia por 5-3 já em 24 de abril de 1954, ainda antes da Copa. Schäfer marcou duas vezes nessa partida.[carece de fontes?] Os alemães seguiram sem favoritismo mesmo estreando no mundial vencendo por 4-1 a Turquia. A vitória veio de virada, com Schäfer marcando o gol de empate, ainda aos 12 minutos de jogo. Mas foi retirado da partida seguinte: o técnico Sepp Herberger entendeu que os alemães dificilmente bateriam a sensação Hungria e optou por escalar um time reserva para poupar os principais jogadores. Os magiares de fato golearam por 8-3, com Richard Herrmann substituindo Schäfer na ponta-esquerda, inclusive marcando aos 39 minutos do segundo tempo o gol que diminuiu a derrota de 8-2 para 8-3; naquele mundial, cada grupo teria dois cabeças-de-chave, que não se enfrentariam. Por punição disciplinar à expulsão alemã em 1945 dos quadros da FIFA, a entidade delimitou que os cabeças do grupo formado também com a Coreia do Sul seriam Hungria e Turquia, forçando assim o jogo entre alemães e húngaros.
Schäfer regressou para a partida seguinte, o jogo-desempate com a Turquia. A goleada alemã sobre os turcos dessa vez foi por 7-2, com o segundo gol adversário só ocorrendo a seis minutos do fim, com o jogo já em 7-1. Schäfer fez o segundo e o sétimo. Mesmo assim, os germânicos não eram considerados favoritos para a partida contra a Iugoslávia, já pelo mata-mata das quartas-de-final. O oponente era visto como uma seleção mais técnica e dominou o jogo inicialmente. Turek, aos 35 anos, foi descrito como o destaque do jogo. Mesmo quando não alcançava as bolas, teve sorte, com duas acertando a trave, e outras duas sendo salvas em cima da linha pelo defensor Werner Kohlmeyer. O placar foi aberto já aos 10 minutos de jogo, mas por um gol contra de Ivan Horvat. Os iugoslavos pressionaram bastante no decorrer da partida e só aos 41 minutos do segundo tempo a classificação alemã se assegurou, com o gol de Helmut Rahn finalizando o placar em 2-0, resultado considerado surpreendente contra o favoritismo adversário.
Na semifinal, a Alemanha Ocidental estava mais confiante, sabendo que a oponente Áustria havia sofrido cinco gols da Suíça, ainda que houvesse a eliminado por marcar sete. O primeiro tempo foi equilibrado, com vitória parcial por 1-0 da Nationalmannschaft, gol de Schäfer aos 31 minutos. Já no segundo tempo a seleção vizinha terminou derrotada por 6-1, prejudicada pelo nervosismo do seu goleiro, Walter Zeman, que não era o titular. A mídia enfim reconheceu as chances de título dos alemães, embora logo minoradas com a notícia posterior de que Ferenc Puskás, lesionado exatamente naquele duelo de 8-3, estaria apto para participar da decisão após ter se ausentado ao longo do torneio em função da lesão.
Na final, Schäfer terminou como um dos maiores destaques do campeões. Inicialmente, porém, a Hungria abriu 2-0 ainda antes dos dez minutos. Mas ainda aos dezoito o jogo estava empatado. No lance do empate, Fritz Walter cobrou escanteio e Schäfer teria cometido falta no goleiro Gyula Grosics, com o braço impedindo este de alcançar a bola, a sobrar livre para a conclusão de Helmut Rahn. Os magiares, porém, não reclamaram, tendo o costume de não protestar contra a arbitragem tamanha a confiança, pois mesmo quando a Hungria eram prejudicada, os erros dos juízes terminavam ofuscados: o país do Leste vinha invicto havia anos, acumulando 25 partidas de invencibilidade e muitas por goleada.[carece de fontes?]
Apesar da igualdade alcançada sem demora, a tática do treinador Sepp Herberger foi mantida: ter paciência para defender e aguardar um contra-ataque, ciente de que os magiares, ao contrário dos germânicos, vinham de confrontos mais desgastados, contra Brasil na "Batalha de Berna" e Uruguai (encerrado na prorrogação). Os próprios húngaros optaram por diminuir o ímpeto, receosos de nova prorrogação. Aos 39 minutos, a Alemanha conseguiu o gol da vitória, no que ficou conhecido como "o milagre de Berna". E Schäfer iniciou a jogada, após recuperar a bola no meio-campo, tirando-a de József Bozsik. O ponta-esquerda então correu pela esquerda e cruzou para a área. Morlock, Ottmar Walter e os adversários Mihály Lantos e József Zakariás disputaram no ar a bola, e ela sobrou a Rahn, que teve tempo para domina-la, driblar Lantos e acertar um chute rasteiro no canto direito de Grosics. Os húngaros tiveram boas chances para empatar, rendendo uma famosa defesa do goleiro alemão Toni Turek e um gol anulado de Puskás, mas a virada por 3-2 se manteve, no chamado "milagre de Berna".

### Copa de 1958
Após a Copa de 1954, Schäfer, curiosamente, foi derrotado em nove das dez partidas seguintes em que participou pela seleção, nas quais marcou só uma vez - em derrota de 3-2 para a União Soviética em Moscou. Depois, ele e a Alemanha Ocidental conseguiram, já no ano de 1957, uma sequência de cinco vitórias seguidas, incluindo um 3-2 em Viena sobre a Áustria, terceira colocada da Copa de 1954; e um 1-0 em reencontro contra a Hungria, em Hanôver.[carece de fontes?] Schäfer foi convocado à Copa do Mundo FIFA de 1958. Fritz Walter, o capitão de 1954, também, o que não impediu que no mundial da Suécia o capitão passasse a ser o ponta-esquerda do Colônia. A seleção havia se reformulado bastante entre uma Copa e outra, mantendo apenas outros dois remanescentes de 1954 - Horst Eckel e Herbert Erhardt.
Na estreia, a Alemanha foi metódica no ataque e venceu de virada por 3-1 a Argentina, que voltava às Copas do Mundo desde 1934, vinha de uma série de títulos na Copa América (incluindo edição de 1957) e curiosamente jogou de camisa amarela sob a determinação da arbitragem de que o tradicional uniforme alviceleste poderia gerar confusão com as camisas brancas dos germânicos; foram usadas no lugar camisas emprestadas do clube local IFK Malmö. Já na segunda partida, a Tchecoslováquia começou ganhando por 2-0, dominando no primeiro tempo. Os alemães foram melhores no segundo e conseguiram empatar em 2-2. Schäfer fez o primeiro, aproveitando rebote do goleiro Břetislav Dolejší em chute de Helmut Rahn. Dolejší teria segurado a bola ainda sobre a linha, mas a arbitragem entendeu que a faixa teria sido ultrapassada.
Contra a Irlanda do Norte, o time alemão primou pelo pragmatismo para obter um novo empate em 2-2, favorável às duas seleções. No primeiro mata-mata, tal como em 1954, foi derrotada a Iugoslávia, por 1-0 construído ainda no início do jogo. O seguinte foi válido pela semifinal, contra a anfitriã Suécia. Schäfer abriu o placar aos 24 minutos, em um belo gol feito com sem-pulo, mas os escandinavos terminaram vencendo por 3-1, marcando duas vezes nos dez minutos finais, em partida de arbitragem questionada pelos derrotados - que teriam sofrido o empate após Nils Liedholm tocar com o braço na bola antes de fornecer a assistência para Lennart Skoglund, lance considerado não-intencional; além de ter Erich Juskowiak como único expulso em agressão mútua com Kurt Hamrin e Fritz Walter duramente atingido por Sigge Parling em lance que não foi punido.
Na decisão pelo terceiro lugar, a Alemanha entrou sem cinco titulares, incluindo os lesionados Fritz Walter, Horst Eckel e Uwe Seeler, além do suspenso Juskowiak. Just Fontaine aproveitou-se de erros primários da defesa germânica e conseguiu quatro gols na vitória da França por 6-3. Schäfer descontou no fim, aos 39 minutos, na ocasião reduzindo para 5-3 a derrota parcial de 5-2.

### Copa de 1962
Após a Copa da Suécia, Schäfer inicialmente defendeu a Alemanha Ocidental apenas mais uma vez, ainda em 1959, em derrota de 3-2 para a Escócia em Glasgow, em 14 de junho. O ponta-esquerda passou cerca de três anos sem defender a seleção, retornando em 11 de abril de 1962, marcando um gol na vitória por 3-0 sobre o Uruguai em Hamburgo. Foi o último jogo do Nationalelf antes da Copa do Mundo FIFA de 1962, para a qual Schäfer terminou convocado; seu clube, o Colônia, havia acabado de ser pela primeira vez campeão alemão, ao fim da temporada 1961-62.[carece de fontes?]
No Chile, o veterano foi novamente capitão da seleção, participando das quatro partidas dos alemães no mundial, sem marcar gols.[carece de fontes?] Diferentemente das edições anteriores, porém, os germânicos terminaram eliminados no encontro contra a Iugoslávia pelas quartas-de-final. Foi a última partida de Schäfer por seu país. Ao todo, foram 39 partidas, com vinte vitórias, cinco empates, quatorze derrotas e quinze gols marcados - sete deles, em quinze partidas válidas pelas Copas do Mundo FIFA.[carece de fontes?]

## Títulos
Seleção da Alemanha Ocidental
- Copa do Mundo FIFA: 1954

Colônia
- Campeonato Alemão-Ocidental: 1961-62, 1963-64
- Grupo Oeste do Campeonato Alemão-Ocidental: 1953-54, 1959-60, 1960-61, 1961-62 e 1962-63

### Prêmios individuais
- Futebolista Alemão do Ano: 1963